# Alfredo Augusto Vieira Barcelos

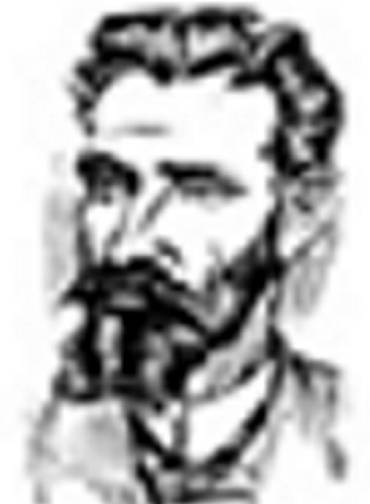
Alfredo Augusto Vieira Barcelos

Alfredo Augusto Vieira Barcelos (Rio de Janeiro, 19 de setembro de 1853 - Rio de Janeiro, 3 de julho de 1930) foi um médico e político brasileiro. Era um abolicionista e republicano histórico.

## Biografia
Nasceu em 19 de setembro de 1853, no Rio de Janeiro, capital do Império do Brasil. Era médico por formação, clinicando no Hospital de São João Batista, tendo, todavia, se envolvido desde cedo na política. Era um defensor histórico do abolicionismo e do republicanismo. Com a proclamação da república, foi vereador, chefe da saúde municipal e presidente do conselha da intendência municipal do Rio de Janeiro.
Com a lei orgânica nº 85, de 20 de setembro de 1892, aprovada por Floriano Peixoto, foi extinto o Conselho de Intendência Municipal, criando-se o distrito federal. Vieira Barcelos foi nomeado pelo Presidente da República como prefeito em caráter provisório, tendo exercido o cargo de 3 a 16 de dezembro de 1892, até a posse de Cândido Barata Ribeiro.
Faleceu em 3 de julho de 1930, ainda exercendo a sua profissão.